# Universitat de Barcelona
La Universitat de Barcelona és una universitat pública situada a la ciutat de Barcelona. És la que té l'espai d'educació superior més gran de Catalunya, i és capdavantera en nombre d'estudiants, oferta docent, recerca i innovació. A vegades rep el nom d'Universitat Central per distingir-la de la resta d'universitats de la ciutat. Segons la majoria de rànquings internacionals de referència, a data de 2024, la UB és la millor universitat espanyola i se situa dins les 50 millors d'Europa.
La institució de què és hereva la Universitat de Barcelona actual es constituí l'any 1401, amb el nom d'Estudi General de Medicina i Arts, i l'any 1450 va rebre el nom d'Estudi General de Barcelona. Fou suprimida el 1717, arran del Decret de Nova Planta. La universitat actual fou creada el 1842; la seu central es bastí a partir de 1863, i les classes s'hi iniciaren el 1871.

## Història

### De la fundació a la supressió de 1717
Article principal: Estudi General de Barcelona (fins a 1558)
Article principal: Universitat de l'Estudi General (1558-1717)
Els seus orígens resideixen en l'Estudi General de Medicina i Arts que Martí I l'Humà volgué atorgar a la ciutat el 1401, sense el beneplàcit del Consell de Cent, que creia envaïdes les seves competències; igualment, l'Estudi General de Lleida va protestar, ja que això trencaria el seu virtual monopoli de l'ensenyament superior a la Corona d'Aragó. Mig segle després, el 1450, el rei Alfons el Magnànim va fundar l'Estudi General de Barcelona, és a dir, l'actual universitat. Incorporà algunes institucions d'ensenyament existents, com l'escola de la Catedral o les escoles municipals. Per això, la universitat va tenir, al contrari que d'altres, un marcat caràcter municipal, amb poc control per la corona.
Les classes s'impartien a diferents llocs: la catedral, el convent de Sant Francesc (franciscans) i el convent de Santa Caterina (dominics). La primera seu pròpia va ser un edifici, inaugurat el 1536, construït a la part superior de la Rambla, tocant amb la muralla (a Canaletes, al llindar del que avui és la Plaça de Catalunya i el portal de Santa Anna), .

### Trasllat a Cervera
Acabada la Guerra de Successió, Felip V ordena que la Universitat de Barcelona sigui destruïda el 1715, juntament amb totes les universitats catalanes (Tarragona, Girona, Solsona, Vic i Lleida). En virtut del Decret de Nova Planta, totes les universitats del país van desaparèixer per formar-ne una de nova amb seu a Cervera (la Segarra). El motiu del trasllat a Cervera va ser que, com a recompensa del suport dels cerverins cap a Felip d'Anjou en la Guerra de Successió, finançada amb les rendes que havien tingut les altres universitats catalanes, entre elles els drets portuaris de Salou. Aquesta situació es va mantenir durant uns 150 anys, fins que va retornar a Barcelona altra vegada, al segle xix. Allí van formar-se, per exemple, Jaume Balmes o Josep Finestres.

### Restauració a Barcelona

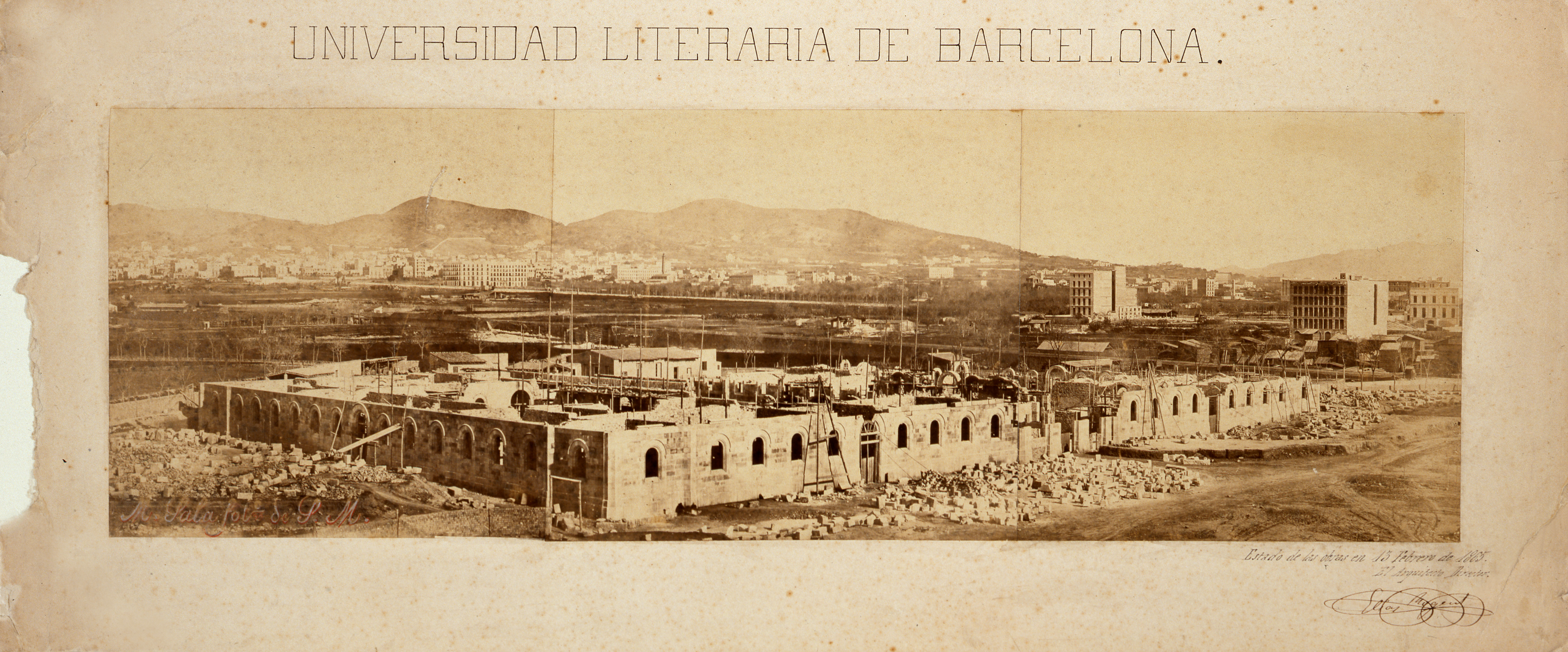
Construcció de l'Edifici històric a la Plaça de la Universitat de Barcelona.

El 1837 va començar el procés de trasllat de la universitat a Barcelona. Un cop suprimida la de Cervera, el 1842 s'inaugurà la nova universitat, ja amb el nom de Universitat de Barcelona, que durant segle i mig seria l'única en funcionament a Catalunya. La primera seu de la Universitat de Barcelona fou el convent del Carme, al carrer del Carme, a l'alçada del carrer del Doctor Dou. La situació de l'edifici, en mal estat de conservació arran la bullanga de 1835, aconsellava la construcció d'una nova seu.
L'arquitecte Elies Rogent va rebre l'encàrrec de bastir la nova seu, al nou Eixample, però a tocar de la ciutat antiga. Aquest edifici, avui conegut com a Edifici Històric, començà d'ésser bastit el 1863 (moment en què es comptava entre les primeres edificacions del nou barri), i fou acabat el 1893. Les classes començaren a fer-s'hi ja el 1871, tot i que la inauguració oficial es produí el 1874. A la nova seu central s'impartien classes de totes les matèries, llevat de les de medicina, que es feien a l'Hospital de la Santa Creu des del 1842 fins que, el 1905, passaren al nou Hospital Clínic.

### Elseglexx

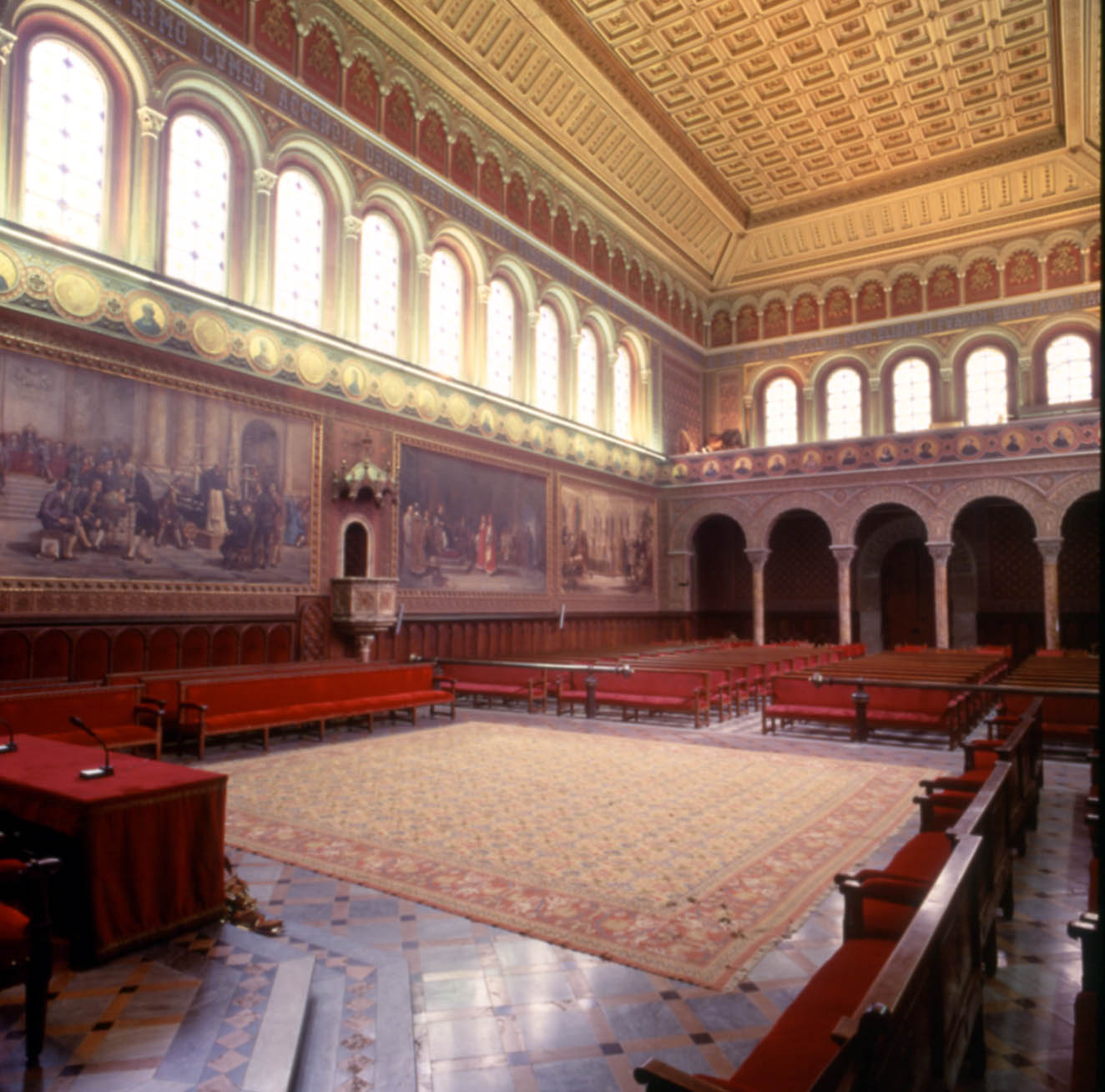
Paranimf de la Universitat, espai on es realitzen actes solemnes com les inauguracions de curs o les investidures de doctor honoris causa.

El 1932, en aplicació de l'Estatut de Núria, el govern de la República Espanyola conferí autonomia pròpia a la universitat, que passà a anomenar-se Universitat Autònoma de Barcelona (no s'ha de confondre amb l'actual Universitat Autònoma, creada com a institució independent de la Universitat de Barcelona l'any 1968).
Aquella autonomia de la universitat de la República fou derogada amb l'arribada de Franco al poder l'any 1939. El franquisme fou un període en el qual la universitat passà per una profunda crisi intel·lectual, causada per la pèrdua d'una gran part del professorat que es va haver d'exiliar o que va ser depurat i substituït per professionals (no sempre competents) elegits sovint amb criteris ideològics.
A les darreries del franquisme hi hagué força conflictivitat estudiantil, que demanava millores en el sistema polític i educatiu. La UB fou l'única institució universitària de Catalunya i les Illes Balears, fins que el 1968 nasqué la Universitat Autònoma i posteriorment s'inicià un procés de segregació que no s'acabà fins a la dècada de 1990 i que ha originat la resta d'universitats catalanes i també la Universitat de les Illes Balears. Durant els anys 50 s'inicià un procés d'expansió que va conduir a ampliar la universitat (fins aleshores reduïda a l'edifici històric de la plaça de la Universitat): es va començar a construir el campus de Pedralbes (el 1957, any que s'hi instal·là la Facultat de Farmàcia, la primera d'aquell nou campus), i després els de Sants, Bellvitge i Mundet.

### Avui

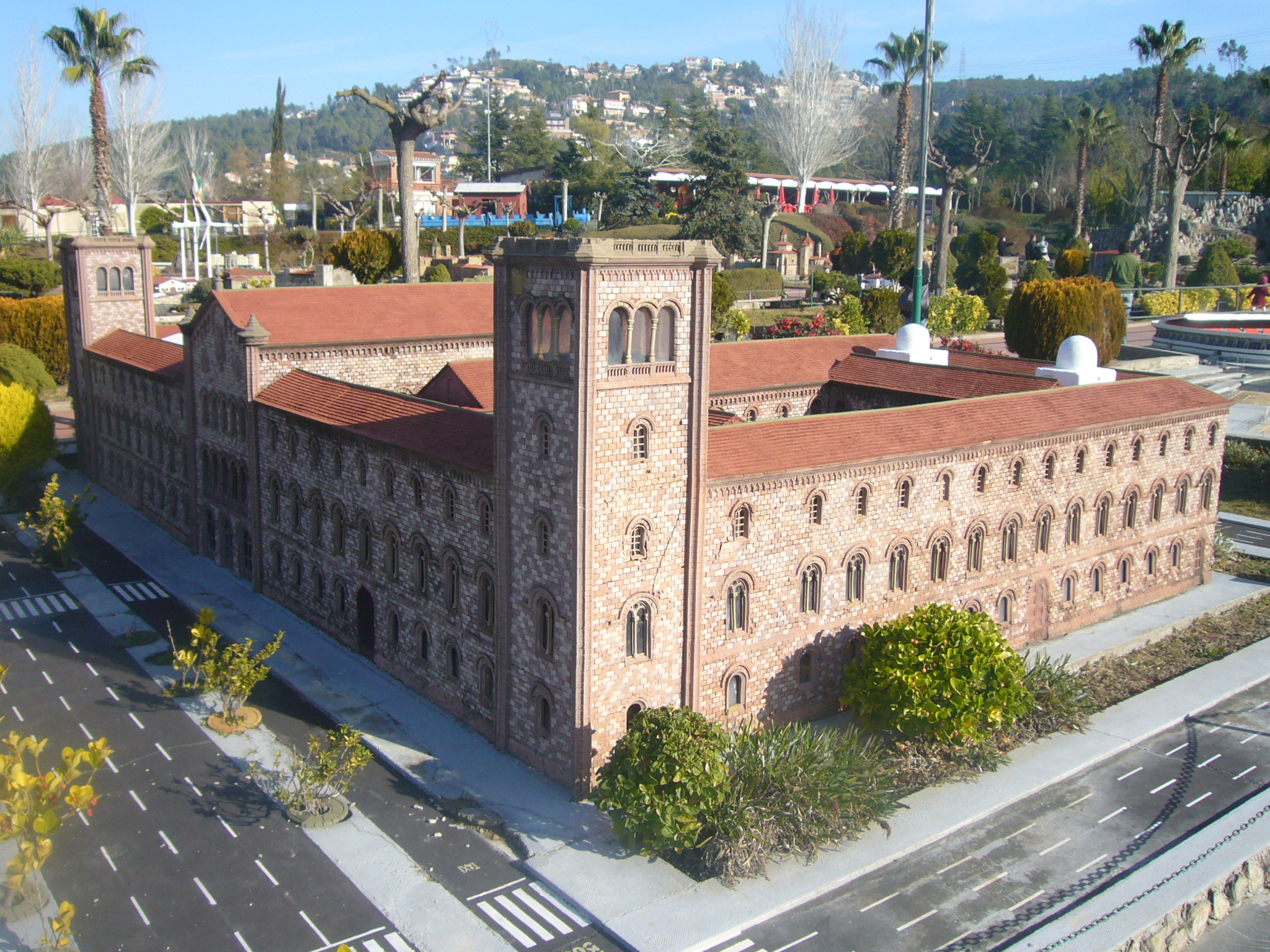
Maqueta a Catalunya en Miniatura de l'edifici històric de la Universitat de Barcelona.

L'octubre de 2006 es va inaugurar un nou edifici per a les Facultats de geografia, història i filosofia al barri del Raval de Barcelona. Igualment, aquests darrers anys s'han dut a terme importants millores en molts dels altres edificis de la Universitat, i està en marxa el Pla Horitzó 2020, que preveu completar la urbanització del Campus de Diagonal creant una plaça cívica, edificis interdisciplinars, un nou menjador, un nou auditori, l'ampliació del Parc Científic de Barcelona i el trasllat de la Facultat de Matemàtiques, actualment ubicada a l'edifici històric. També es preveu la construcció de noves residències universitàries i centres docents i de recerca a Santa Coloma de Gramenet, Bellvitge i Badalona. El 2005 Màrius Rubiralta Alcañiz va ser nomenat rector, el primer rector de la història elegit per sufragi universal ponderat, d'acord amb la Llei d'Ordenació Universitària.
Actualment, la universitat gaudeix de prestigi tant estatal com internacional (vegeu Rànquing d'universitats espanyoles) i és l'única universitat dels Països Catalans que es troba entre les 200 millors del món pel que fa a la qualitat de la docència i a la recerca, segons un estudi publicat pel Times Higher Education l'octubre de 2006. A més, segons aquest mateix estudi, seria la segona millor universitat iberoamericana per darrere la Universitat Nacional Autònoma de Mèxic i la segona millor del sud d'Europa, tan sols superada per la Universitat La Sapiència de Roma. És el primer cop que una universitat catalana assoleix un nivell de prestigi tan alt. Actualment també col·labora en el projecte Europeana, de digitalització de patrimoni cultural europeu.
El 21 d'octubre de 2019, una setmana després de la sentència del judici al procés independentista català, el claustre de la universitat es va reunir de manera extraordinària i va aprovar un manifest conjunt de les universitats catalanes de rebuig de la sentència amb 111 vots a favor, 7 en contra i 6 en blanc. L'endemà al matí, els estudiants del campus UB al Raval (on es troben les facultats de Geografia, Història i Filosofia) van bloquejar l'accés als edificis fent piquets. Poc després, van tallar la Gran Via a l'altura de la plaça de la Universitat.
El 5 d'octubre de 2020, el Jutjat Contenciós número 3 de Barcelona ha condemnat la universitat per "vulneració del dret a la llibertat ideològica, d'expressió i d'educació". Ha declarat nul el manifest i l'obliga a publicar la sentència en la pàgina durant un mes.

## Rànquings internacionals
| Rànquing                                       | Espanya | Europa | Món     |
| ---------------------------------------------- | ------- | ------ | ------- |
| ARWU (Shanghai Ranking) 2021                   | 1       | 77     | 151–200 |
| CWUR World University Rankings 2021-22         | 1       | 47     | 131     |
| QS World University Rankings 2022              | 1       | 55     | 168     |
| Scimago University Rankings 2021               | 1       | 28     | 104     |
| THE World University Rankings 2022             | 3       | 89     | 193     |
| US News Best Global Universities Rankings 2022 | 1       | 28     | 87      |

## Divisions administratives
Existeixen a la UB 16 facultats, 1 escola de doctorat, 60 departaments, així com diversos Centres Adscrits. Tant els departaments com les facultats gaudeixen d'una autonomia interna i òrgans propis d'autogovern.

### Facultats

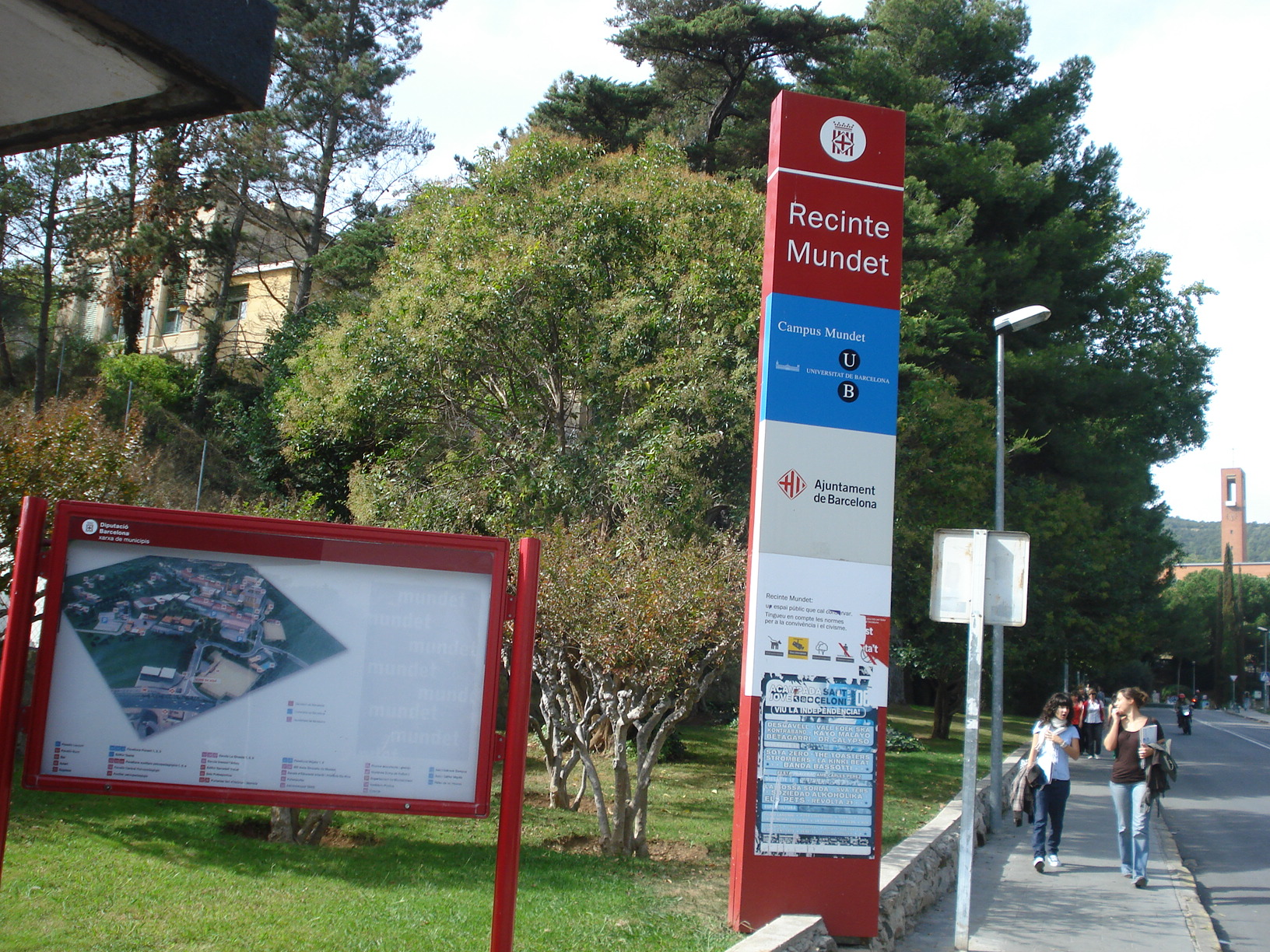
Entrada del Campus de Mundet.

El campus d'Humanitats o Central està format per l'Edifici històric (a l'Eixample) i l'edifici de les facultats de filosofia i d'història i geografia situat al barri del Raval. Tot i el nom, també acull estudiants d'informàtica i matemàtica. El primer edifici (l'edifici històric) fou construït el segle xix poc després del retorn de la universitat a la ciutat, i per això es pot considerar que és el campus de més antiguitat de la Universitat de Barcelona. Les facultats de filosofia i d'història i geografia es troben des de l'octubre de 2006 al barri del Raval, on entre els segles XV i xviii es van ubicar la majoria d'edificis de la Universitat.

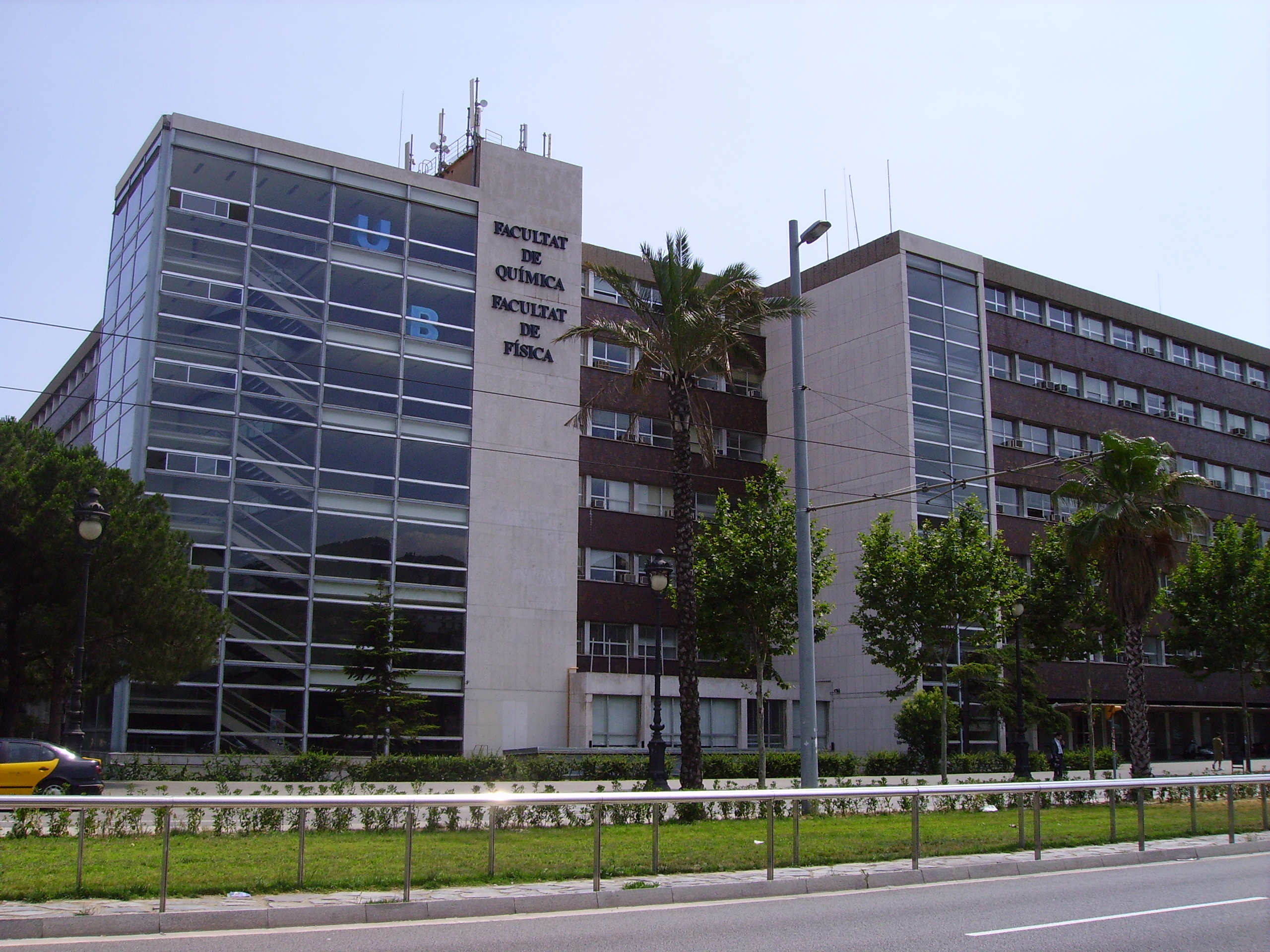
Edifici de les facultats de Física i Química.

- Facultat de Filologia i Comunicació (Edifici històric i Edifici Josep Carner).
- Facultat de Matemàtiques i Informàtica (Edifici històric).
- Facultat de Filosofia (Edifici del Raval).
- Facultat de Geografia i Història (Edifici del Raval).

El campus de Medicina-Clínic August Pi i Sunyer, més conegut com a Campus de Medicina-Clínic, és un campus universitari de la UB a la ciutat de Barcelona, concretament a l'Hospital Clínic de Barcelona. La Facultat de Medicina i Ciències de la Salut es troba repartida entre dos campus, el Campus Clínic i el Campus de Bellvitge.
- Facultat de Medicina i Ciències de la Salut (Campus Clínic)

El campus de la Salut Bellvitge és un campus universitari de la UB localitzat a l'Hospitalet de Llobregat, al barri de Bellvitge, que dona nom al campus. S'hi pot trobar:
- Facultat de Medicina i Ciències de la Salut (Campus de Bellvitge).

En el campus de Sants hi trobem:
- Facultat d'Informació i Mitjans Audiovisuals.

El campus de la Diagonal Portal del Coneixement, més conegut com a Campus de la Diagonal, és el campus més gran de la UB que es troba al voltant de la part alta de l'Avinguda Diagonal a Barcelona. Hi ha les següents Facultats:
- Facultat de Dret.
- Facultat d'Economia i Empresa
- Facultat de Belles Arts.
- Facultat de Biologia.
- Facultat de Farmàcia i Ciències de l'Alimentació
- Facultat de Física.
- Facultat de Ciències de la Terra: es creà l'any 1974, en dividir-se en cinc facultats l'antiga Facultat de Ciències de la Universitat de Barcelona de la Universitat de Barcelona. Fins al 1988 la Facultat s'ubicà a l'Edifici Històric de la Universitat, i des d'aleshores té la seu al Campus Diagonal.
- Facultat de Química.

En el campus de Mundet hi ha les següents Facultats:
- Facultat d'Educació.
- Facultat de Psicologia.

Dins el campus de l'Alimentació de Torribera hi trobem:
- Facultat de Farmàcia i Ciències de l'Alimentació.

### Centres adscrits
- Campus Universitari de Sant Joan de Déu.
- Centre d'Estudis Internacionals (CEI).
- Escola de Noves Tecnologies Interactives (ENTI).
- Escola Superior de Cinema i Audiovisuals de Catalunya (ESCAC).
- Escola Superior de Relacions Públiques (ESRP).
- Escola Superior d'Hoteleria i Turisme (CETT).
- Institut Nacional d'Educació Física de Catalunya (INEF).
- Institut de Seguretat Pública de Catalunya (ISPC).
- UNIBA - Centro Universitario Internacional de Barcelona.

### Centres Científics i Tecnològics de la Universitat de Barcelona
Els centres Científics i Tecnològics de la Universitat de Barcelona són un conjunt d’infraestructures científico-tècniques de la Universitat de Barcelona que tenen com a objectiu principal potenciar la cultura de la innovació mitjançant la transferència de coneixement i de tecnologia en els camps de la Química, Ciència de Materials i Biociències.

## Professors destacats
Vegeu Categoria:Professors de la Universitat de Barcelona

Aquí podem trobar un llistat d'alguns dels actuals professors de la Universitat de Barcelona més destacats. 

## Alumnes destacats
Categoria principal: Alumnes de la UB
- Marià Aguilar i Casadevall, bibliotecari episcopal.
- Dolors Aleu i Riera, primera dona llicenciada en medicina de l'Estat espanyol (1882, després de 3 anys esperant el permís per llicenciar-se)
- Roger Alier, musicòleg especialitzat en òpera.
- Jaume Almera i Comas, geòleg i paleontòleg, fundador del Museu Geològic del Seminari de Barcelona.
- Julio Anguita González, polític andalús.
- Francesc d'Assís Aguilar i Serrat, clergue i naturalista.
- Josep Bargalló, exconseller primer de la Generalitat de Catalunya i director de l'Institut Ramon Llull.
- Carlos Barral, editor.
- Anna Birulés, ministra espanyola de ciència i tecnologia.
- Jaume Cabré, escriptor.
- Francesc Cambó i Batlle, polític.
- Jordi Carbonell i de Ballester, polític i filòleg.
- Josep-Lluís Carod-Rovira, Conseller de la Vicepresidència de la Generalitat de Catalunya.
- Joan Clos i Matheu, alcalde de Barcelona.
- Josep Comas i Solà, astrònom.
- Lluís Companys i Jover, advocat laboralista, alcalde de Barcelona, ministre espanyol de Marina, president del Parlament de Catalunya i de la Generalitat de Catalunya.
- Joan Coromines i Vigneaux, lingüista.
- Antoni Domingo Pons, arquitecte i historiador mallorquí.
- María Teresa Fernández de la Vega, política i vicepresidenta del govern espanyol, hi va fer el doctorat.
- Jaume Ferran i Clua, metge, bacteriòleg.
- Josep Ferrater Mora, filòsof.
- Armand de Fluvià i Escorsa, advocat i genealogista.
- Francesc Fontbona de Vallescar, historiador de l'art.
- Jaime Gil de Biedma, poeta.
- Najat El Hachmi, escriptora, guanyadora del Premi Ramon Llull de novel·la 2008.
- Federico Jiménez Losantos, periodista aragonès.
- Joan Laporta, advocat, president del FC Barcelona.
- Ernest Lluch, economista i ministre espanyol de sanitat.
- Joan Maragall, poeta.
- Ramon Margalef, ecòleg.
- Judit Mascó, model i presentadora de televisió.
- Maria Elena Maseras i Ribera, llicenciada en medicina i en pedagogia, primera dona estudiant universitària a l'Estat espanyol (1872).
- Joan Massagué, oncòleg, Premi Príncep d'Astúries d'Investigació.
- Enric Moles, autoritat mundial en la determinació de pesos atòmics.
- Sant Josep Oriol, doctor en teologia, sacerdot i taumaturg.
- Joan Oró, bioquímic.
- Júlia Otero, periodista.
- Eugeni d'Ors, escriptor, polític i filòsof.
- Anibal Ramos, polític espanyol.
- Joan Reventós i Carner, polític.
- Àngel Ros i Domingo, polític.
- Josep Pla, escriptor.
- Josep Piqué i Camps, economista, ministre espanyol d'Indústria i d'afers exteriors.
- Jordi Pujol i Soley, tot i estudiar medicina, professió que no exercí mai, fou president de la Generalitat de Catalunya.
- Carme Riera Guilera, escriptora.
- Narcís Serra i Serra, alcalde de Barcelona, economista, ministre espanyol de defensa i president de Caixa Catalunya.
- Bartolomeu Serra Martí, advocat, secretari d'ajuntament i historiador mallorquí.
- Antoni Siurana i Zaragoza, polític.
- Josep Trueta i Raspall, metge
- Terenci Thos i Codina, jurista, polític i escriptor; president de la Caja d'Ahorros de Mataró.
- Pere Ventayol Suau, farmacèutic i historiador mallorquí.
- Bartomeu Ventayol Cifre, pintor i escultor mallorquí.
- Llorenç Vidal Vidal, poeta, pedagog i pacifista mallorquí.
- Joan Albert Mijares i Grau, metge, cirurgià i escriptor.
- Nácere Hayek, matemàtic tinerfeny.

## Rectors
Llista de rectors des de la restauració a la ciutat de Barcelona, l'any 1837 amb l'any de nomenament.
Categoria principal: Rectors de la Universitat de Barcelona
- Albert Pujol i Gurena (1837).
- Domingo Marià Vila i Tomàs (1841).
- Joaquim Rei i Esteve (1845).
- Mariano Antonio Collado González-Pinuela (1850).
- Josep Bertran i Ros (1853).
- Agustí Yáñez i Girona (1856).
- Víctor Arnau Lambea (1857).
- Joan Agell Torrents (1863).
- Pablo González Huebra (1865).
- Antonio Bergnes de las Casas (1868).
- Estanislau Reynals i Rabassa (1875).
- Julián Casaña Leonardo (1876).
- Manuel Duran i Bas (1896).
- Joaquim Rubió i Ors (1899).
- José Ramón de Luanco Riego (1899).
- Ramon Manuel Garriga i Nogués (1900).
- Rafael Rodríguez Méndez (1902).
- Joaquim Bonet i Amigó (1905).
- Valentí Carulla i Margenat (1913).
- Andrés Martínez y Vargas (1923).
- Eusebio Díaz González (1927).
- Enrique Soler y Batlle (1930).
- Jaume Serra i Hunter (1931).
- Pere Bosch i Gimpera (1933).
- Emilio Jimeno Gil (1939).
- Francisco Gómez del Campillo (1941).
- Enrique Luño Peña (1945).
- Francisco Buscarons Úbeda (1951).
- Antonio Torroja Miret (1957).
- Santiago Alcobé i Noguer (1963).
- Francisco García de Valdecasas Santamaría (1965).
- Manuel Albadalejo García (1968).
- Fabián Estapé Rodríguez (1969).
- Artur Caballero López (1971).
- Jorge Carreras Llansana (1973).
- Fabián Estapé Rodríguez (1974).
- Manuel Jiménez de Parga Cabrera (en funcions) (1976).
- Joan Obiols Vié (en funcions) (1977).
- Antoni Maria Badia i Margarit (1978).
- Josep Maria Bricall i Masip (1986).
- Antoni Caparrós i Benedicto (1994).
- Joan Tugores i Ques (2001).
- Màrius Rubiralta Alcañiz (2005).
- Josep Samitier i Martí (en funcions) (2008).
- Dídac Ramírez i Sarrió (2008).
- Jordi Alberch Vié (en funcions) (2016).
- Joan Elias Garcia (2016).
- Joan Guàrdia i Olmos (2020).

## Xarxes i associacions internacionals de les quals forma part
La Universitat de Barcelona és membre de:
- Grup Coïmbra: xarxa d'universitats europees que congrega 39 universitats, algunes de les quals estan entre les més antigues i més prestigioses d'Europa,
- LERU: la Lliga d'Universitats d'Investigació Europees (LERU) és "un grup d'universitats europees dedicades a la recerca i compromeses amb els valors de l'ensenyament d'alta qualitat dins d'un entorn d'investigació internacional competitiva", una societat entre 22 de les millors universitats d'investigació europees, i
- Xarxa Vives d'Universitats: associació sense ànim de lucre d'institucions acadèmiques dels territoris de parla catalana.

## Orquestra Universitat de Barcelona
L'orquestra presenta una programació estable de tres concerts que es realitzen els mesos de desembre, març i juny. Tradicionalment, el concert de desembre és el concert de Nadal de la UB i té un format simfònic-coral amb la col·laboració de cors de dins i fora de la Universitat de Barcelona. Entre les seves actuacions cal destacar l'assaig magistral sota la batuta de Riccardo Muti en ser investit Doctor Honoris Causa per la Universitat de Barcelona l'any 2003.

## Curiositats
- Durant 118 anys, des de 1717 fins a 1835, la Universitat de Barcelona no va existir: va ser traslladada a Cervera, per ordre de Felip V, com a càstig a Barcelona per estar al bàndol dels Àustries i premi a Cervera per la lleialtat als Borbons durant la Guerra de Successió Espanyola.
- Entre el 1933 i el 1939, s'anomenà Universitat Autònoma de Barcelona, un cop el govern de la República Espanyola aprovà l'Estatut d'Autonomia de la Universitat de Barcelona, seguint la reforma del sistema educatiu a Catalunya.[26]
- La soprano catalana Victòria dels Àngels, filla d'un antic bidell de la Universitat, estigué molt lligada a la institució durant els seus primers anys de carrera lírica. Per això, la UB li atorgà el títol de Doctor Honoris Causa i li ha dedicat uns jardins públics pertanyents a les Facultats de Filosofia i Geografia i Història.